# Venera 14
Venera 14 (rusă Венера-14) a fost o sondă din programul sovietic Venera pentru explorarea planetei Venus. Venera 14 a fost identică cu nava spațială Venera 13  și a fost construită pentru a se profita de oportunitatea din 1981 de a coborî pe Venus. Acestă sondă a fost lansată pe 4 noiembrie 1981 la 05:31:00 UTC în timp ce Venera 13 a fost lansată pe 30 octombrie 1981 la ora 06:04:00 UTC, ambele cu masa de 760 kg.

## Galerie de imagini

Imagini de la apropierea sondei de suprafaţa lui Venus la 13 S, 310 E pe 5 martie 1982. A supravieţuit timp de 60 minute. Ambele imagini arata în partea de jos un fragment din sondă. Această zonă este compusă din roci plate bazaltice, dar sol (sau material) cu granulaţie fină a fost observat  în alte locaţii de către alte sonde din programul Venera. Aproape de centrul imaginii este capacul obiectivului şi în josul imaginii apare un braţ de testare. (Venera 14 Lander, YG06848)